# Shuhei Yomoda
Shuhei Yomoda (jap. 四方田 修平 Yomoda Shūhei; ur. 14 marca 1973) – japoński trener piłkarski.

## Życiorys

### Kariera trenerska
Pracował jako trener w japońskim klubie Hokkaido Consadole Sapporo, 1 lutego 2018 został asystentem trenera tegoż klubu.

## Sukcesy

### Trenerskie
Hokkaido Consadole Sapporo
- Zwycięzca J2 League: 2016